# 竹田駅 (京畿道)

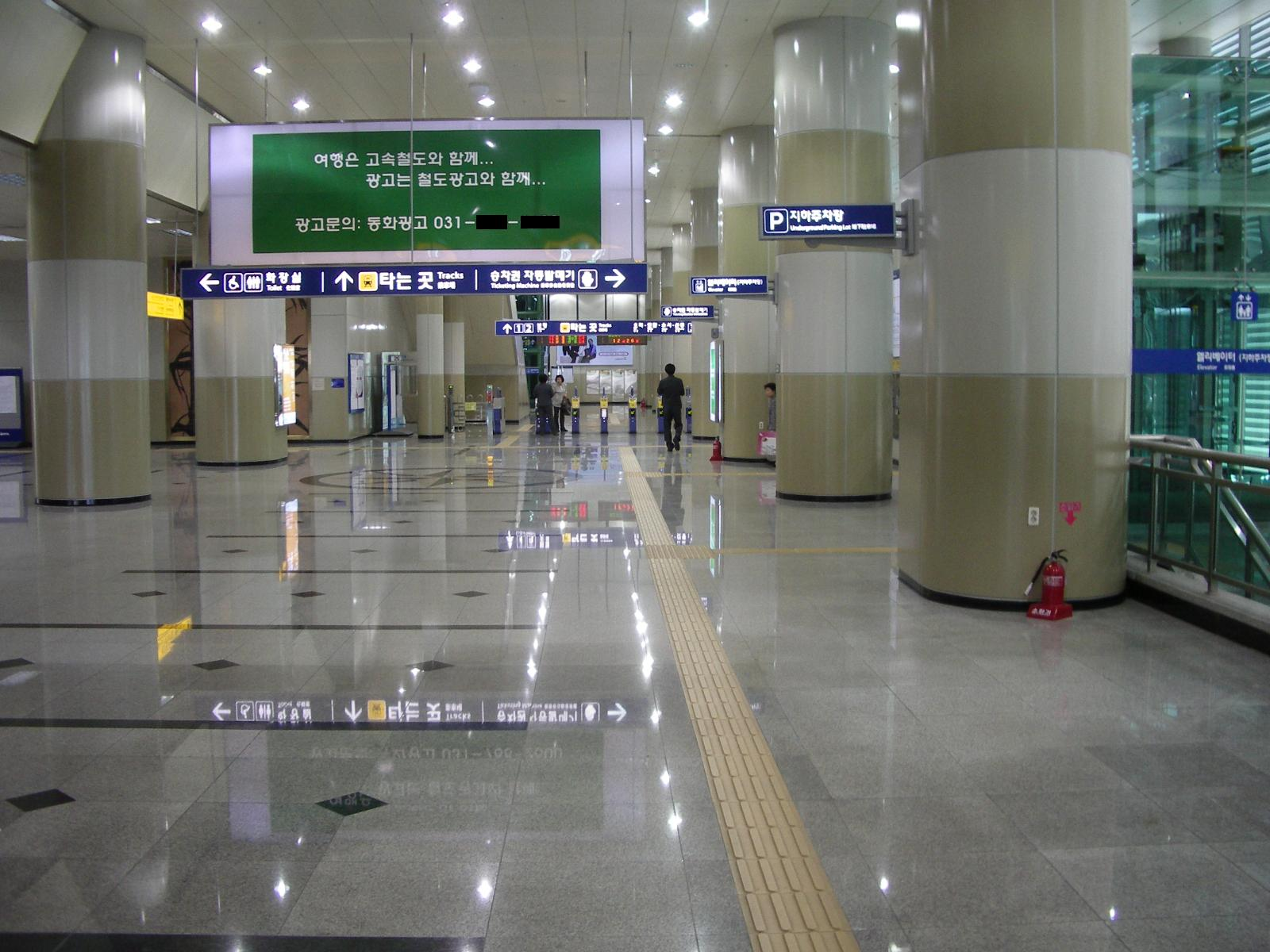
コンコース

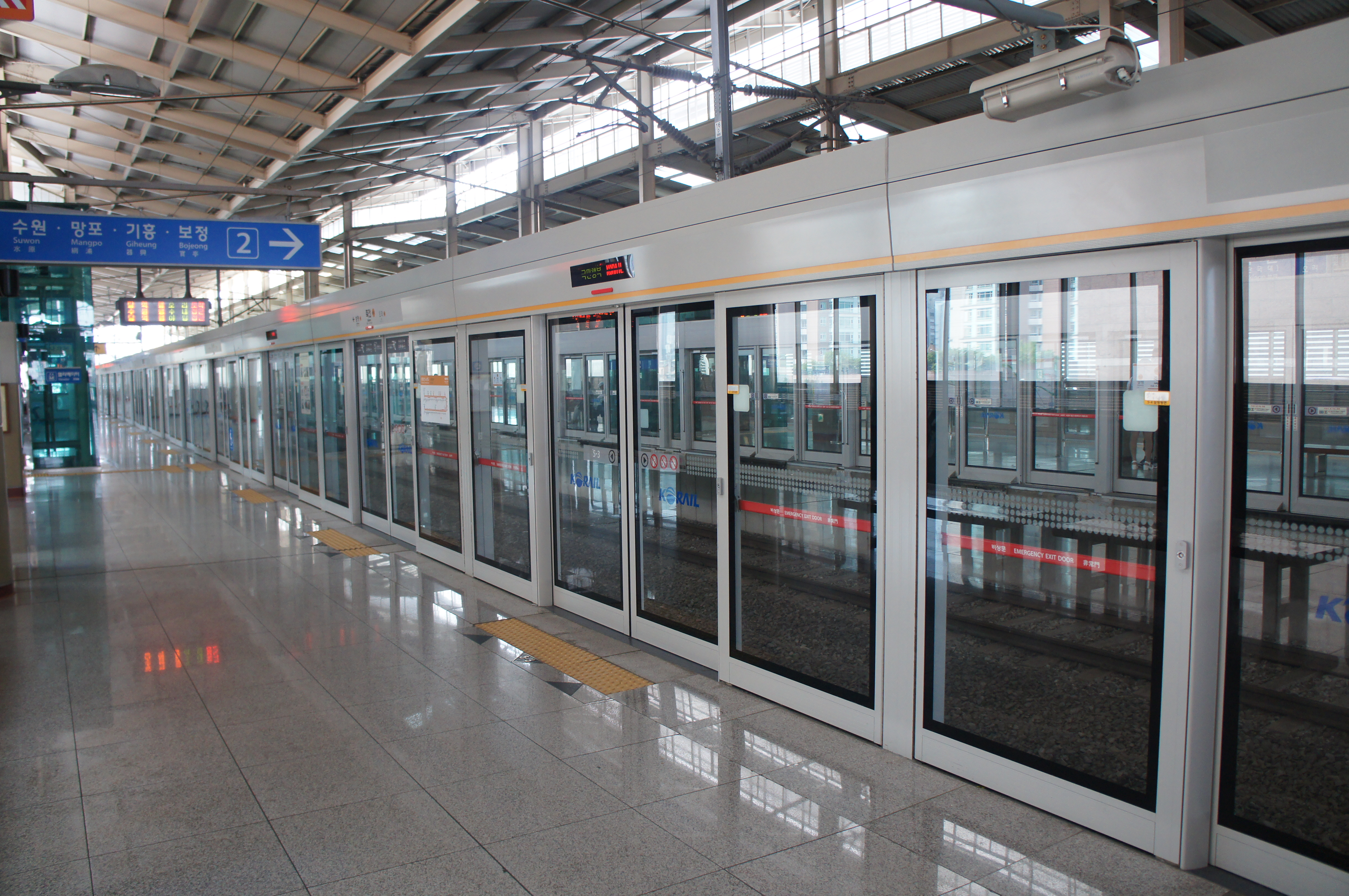
ホーム

竹田駅（チュクチョンえき）は大韓民国京畿道龍仁市水枝区竹田洞にある、韓国鉄道公社（KORAIL）水仁・盆唐線の駅。駅番号は(K233)。檀国大という副駅名がある。
韓国鉄道公社首都圏東部本部の管理駅に指定されており、盆唐線書峴駅以南の区間を管理する。

## 歴史
- 2007年12月24日 - 開業。
- 2009年1月1日 - 梧里行き電車が竹田行きに変わり、殆どの電車の始終着駅となる。
- 2011年4月23日 - 当駅から30m離れた地点で脱線事故が発生。これにより梧里-宝亭間の運行が約6時間中断された[1]。
- 2012年1月 - 管理駅に指定。
- 2013年11月30日 - 急行の運行開始とともに急行停車駅となる。
- 2015年1月20日 - 2番線、3番線にホームドア設置完了。
- 2017年11月30日 - 1番線、4番線にもホームドア設置完了。
- 2020年 9月12日 - 水仁線の水原延伸により路線名が盆唐線から水仁・盆唐線に変更。

## 駅構造
駅舎は新世界建設が建設した民資駅舎であり、新世界百貨店京畿店の百貨店棟と駐車場棟に挟まれた形で駅舎が位置している。
島式ホーム2面4線の高架駅で、ホーム行きエレベーター・エスカレーター完備。化粧室は改札外に位置する。出口は3番まである。

### のりば
| 1    | 水仁・盆唐線 | 器興・水原方面・到着ホーム   |
| 2    | 水仁・盆唐線 | 器興・水原・烏耳島・仁川方面 |
| 3・4 | 水仁・盆唐線 | 梧里・水西・宣陵・往十里方面 |

## 利用状況
近年の一日平均乗車人員推移は下記の通り。
なお、2007年は開業日の12月24日から12月31日までの8日間を基準にしたものである。
| 路線         | 路線     | 2000年 | 2001年 | 2002年 | 2003年 | 2004年 | 2005年 | 2006年 | 2007年 | 2008年 | 2009年 | 出典  |
| ------------ | -------- | ------ | ------ | ------ | ------ | ------ | ------ | ------ | ------ | ------ | ------ | ----- |
| 水仁・盆唐線 | 乗車人員 | 未開業 | 未開業 | 未開業 | 未開業 | 未開業 | 未開業 | 未開業 | 105    | 7,336  | 11,658 | [ 2 ] |
| 水仁・盆唐線 | 降車人員 | 未開業 | 未開業 | 未開業 | 未開業 | 未開業 | 未開業 | 未開業 | 112    | 7,728  | 12,670 | [ 2 ] |
| 路線         | 路線     | 2010年 | 2011年 | 2012年 | 2013年 | 2014年 | 2015年 | 2016年 | 2017年 | 2018年 | 2019年 | 出典  |
| 水仁・盆唐線 | 乗車人員 | 13,869 | 15,286 | 18,054 | 20,994 | 22,969 | 22,896 | 17,396 | 16,202 | 15,949 | 16,106 | [ 2 ] |
| 水仁・盆唐線 | 降車人員 | 14,761 | 16,220 | 19,462 | 22,700 | 24,831 | 25,030 | 19,355 | 18,231 | 17,965 | 17,855 | [ 2 ] |
| 路線         | 路線     | 2020年 | 2021年 | 2022年 |        |        |        |        |        |        |        |       |
| 水仁・盆唐線 | 乗車人員 | 10,771 | 11,048 | 12,517 |        |        |        |        |        |        |        |       |
| 水仁・盆唐線 | 降車人員 | 11,846 | 12,239 | 13,820 |        |        |        |        |        |        |        |       |

## 駅周辺
- 檀国大学校竹田キャンパス
- 竹田2洞住民センター
- イーマート竹田店
  - 永豊文庫竹田店
- 新世界百貨店京畿店
  - CGV竹田
- 水枝区庁
- ドダム村
- 竹田ファッションタウン
- 宝亭洞カフェ通り
- ポウンアートホール
- 星福川
- 竹田水産物流通センター

## 隣の駅
韓国鉄道公社
盆唐線
急行
梧里駅 (K232) - 竹田駅 (K233) - 器興駅 (K237)
緩行
梧里駅 (K232) - 竹田駅 (K233) - 宝亭駅 (K234)